# National Automotive Parts Association
 (août 2023).
La National Automotive Parts Association, également connue sous le nom de NAPA Auto Parts, fondée en 1925, est une coopérative de détaillants américains qui distribue des pièces de rechange, des accessoires et des pièces détachées automobiles en Amérique du Nord.